# Vitalij Mandzjoek
Vitalij Vasyljovytsj Mandzjoek (Vilino, 24 januari 1986) is een Oekraïens voormalig voetballer die doorgaans speelde als centrale verdediger. Tussen 2006 en 2016 speelde hij voor verliet hij Dinamo Kiev, Arsenal Kiev en Dnipro Dnipropetrovsk. Mandzjoek maakte in 2008 zijn debuut in het Oekraïens voetbalelftal en tot 2013 kwam hij tot vierentwintig interlands en één doelpunt.

## Clubcarrière
Mandzjoek speelde tussen 2000 en 2003 in de jeugdopleiding van UOR Simferopol. In 2004 maakte de verdediger de overstap naar de opleiding van Dinamo Kiev. Aldaar speelde hij in eerste instantie voor het derde en tweede elftal, maar in het seizoen 2006/07 werd Mandzjoek overgeheveld naar het eerste team, waar hij debuteerde op 1 oktober 2006. Op die dag werd met 2–1 gewonnen van Tavrija Simferopol en hij mocht in de rust invallen voor Goran Sablić. Aan het begin van het seizoen 2007/08 raakte Mandzjoek geblesseerd en hij moest een operatie ondergaan, waardoor hij pas na een half jaar weer in actie kon komen. In de zomer van 2008 werden hij en teamgenoot Denys Oliynyk verhuurd aan Arsenal Kiev. Mandzjoek speelde hier vijftien wedstrijden en daarna keerde hij weer terug. Eind 2009 maakte hij voor een onbekend bedrag de overstap naar Dnipro Dnipropetrovsk. Zeven jaar na zijn aankomst bij Dnipro vertrok Mandzjoek bij de club. Hierna zette hij ook een punt achter zijn actieve loopbaan.

## Clubstatistieken
| Seizoen | Club                  | Competitie    | Competitie | Competitie | Beker | Beker | Internationaal | Internationaal | Totaal | Totaal |
| Seizoen | Club                  | Competitie    | Wed.       | Dlp.       | Wed.  | Dlp.  | Wed.           | Dlp.           | Wed.   | Dlp.   |
| ------- | --------------------- | ------------- | ---------- | ---------- | ----- | ----- | -------------- | -------------- | ------ | ------ |
| 2006/07 | Dinamo Kiev           | Vysjtsja Liha | 9          | 0          | 2     | 0     | 2              | 0              | 13     | 0      |
| 2007/08 | Dinamo Kiev           | Vysjtsja Liha | 5          | 0          | 2     | 0     | 0              | 0              | 7      | 0      |
| 2008/09 | → Arsenal Kiev        | Vysjtsja Liha | 15         | 0          | 1     | 0     | —              | —              | 16     | 0      |
| 2008/09 | Dinamo Kiev           | Vysjtsja Liha | 6          | 0          | 0     | 0     | 0              | 0              | 6      | 0      |
| 2009/10 | Dinamo Kiev           | Vysjtsja Liha | 2          | 0          | 1     | 0     | 0              | 0              | 3      | 0      |
| 2009/10 | Dnipro Dnipropetrovsk | Vysjtsja Liha | 7          | 0          | 0     | 0     | —              | —              | 7      | 0      |
| 2010/11 | Dnipro Dnipropetrovsk | Vysjtsja Liha | 24         | 1          | 4     | 0     | 1              | 0              | 29     | 1      |
| 2011/12 | Dnipro Dnipropetrovsk | Vysjtsja Liha | 26         | 0          | 2     | 0     | 2              | 0              | 30     | 0      |
| 2012/13 | Dnipro Dnipropetrovsk | Vysjtsja Liha | 25         | 0          | 3     | 0     | 10             | 1              | 38     | 1      |
| 2013/14 | Dnipro Dnipropetrovsk | Vysjtsja Liha | 12         | 1          | 1     | 0     | 5              | 0              | 18     | 1      |
| 2014/15 | Dnipro Dnipropetrovsk | Vysjtsja Liha | 0          | 0          | 0     | 0     | 0              | 0              | 0      | 0      |
| 2015/16 | Dnipro Dnipropetrovsk | Vysjtsja Liha | 0          | 0          | 0     | 0     | 0              | 0              | 0      | 0      |
| Totaal  | Totaal                | Totaal        | 131        | 2          | 16    | 0     | 20             | 1              | 167    | 3      |

## Interlandcarrière
Mandzjoek debuteerde in het Oekraïens voetbalelftal op 6 februari 2008 in een vriendschappelijke wedstrijd tegen Cyprus (1–1 gelijkspel). Tijdens dit duel mocht hij van bondscoach Oleksiy Mykhajlytsjenko twee minuten voor tijd invallen voor Taras Michalik. De andere debutanten dit duel waren Oleg Dopilka en Vitaliy Fedoriv (beiden Dinamo Kiev). Op 15 oktober 2013 maakte Mandzjoek zijn eerste treffer in het shirt van de nationale ploeg. Op die dag scoorde hij de achtste en laatste Oekraïense treffer op bezoek bij San Marino.
| Interlands van Vitali Mandzjoek voor Oekraïne | Interlands van Vitali Mandzjoek voor Oekraïne | Interlands van Vitali Mandzjoek voor Oekraïne | Interlands van Vitali Mandzjoek voor Oekraïne | Interlands van Vitali Mandzjoek voor Oekraïne | Interlands van Vitali Mandzjoek voor Oekraïne |
| №                                             | Datum                                         | Wedstrijd                                     | Uitslag                                       | Competitie                                    | Goals                                         |
| Als speler van Dinamo Kiev                    | Als speler van Dinamo Kiev                    | Als speler van Dinamo Kiev                    | Als speler van Dinamo Kiev                    | Als speler van Dinamo Kiev                    | Als speler van Dinamo Kiev                    |
| --------------------------------------------- | --------------------------------------------- | --------------------------------------------- | --------------------------------------------- | --------------------------------------------- | --------------------------------------------- |
| 1                                             | 6 februari 2008                               | Cyprus – Oekraïne                             | 1 – 1                                         | Vriendschappelijk                             |                                               |
| 2                                             | 26 maart 2008                                 | Oekraïne – Servië                             | 2 – 0                                         | Vriendschappelijk                             |                                               |
| 3                                             | 24 mei 2008                                   | Nederland – Oekraïne                          | 3 – 0                                         | Vriendschappelijk                             |                                               |
| 4                                             | 1 juni 2008                                   | Zweden – Oekraïne                             | 0 – 1                                         | Vriendschappelijk                             |                                               |
| Als speler van Arsenal Kiev                   |                                               |                                               |                                               |                                               |                                               |
| 5                                             | 20 augustus 2008                              | Oekraïne – Polen                              | 1 – 0                                         | Vriendschappelijk                             |                                               |
| 6                                             | 19 november 2008                              | Oekraïne – Noorwegen                          | 1 – 0                                         | Vriendschappelijk                             |                                               |
| Als speler van Dinamo Kiev                    |                                               |                                               |                                               |                                               |                                               |
| 7                                             | 10 februari 2009                              | Slowakije – Oekraïne                          | 2 – 3                                         | Vriendschappelijk                             |                                               |
| 8                                             | 11 februari 2009                              | Servië – Oekraïne                             | 0 – 1                                         | Vriendschappelijk                             |                                               |
| 9                                             | 6 juni 2009                                   | Kroatië – Oekraïne                            | 2 – 2                                         | WK 2010 kwalificatie                          |                                               |
| 10                                            | 10 juni 2009                                  | Oekraïne – Kazachstan                         | 2 – 1                                         | WK 2010 kwalificatie                          |                                               |
| 11                                            | 12 augustus 2009                              | Oekraïne – Turkije                            | 0 – 3                                         | Vriendschappelijk                             |                                               |
| 12                                            | 5 september 2009                              | Oekraïne – Andorra                            | 5 – 0                                         | WK 2010 kwalificatie                          |                                               |
| 13                                            | 9 september 2009                              | Wit-Rusland – Oekraïne                        | 0 – 0                                         | WK 2010 kwalificatie                          |                                               |
| Als speler van Dnipro Dnipropetrovsk          |                                               |                                               |                                               |                                               |                                               |
| 14                                            | 7 september 2010                              | Oekraïne – Chili                              | 2 – 1                                         | Vriendschappelijk                             |                                               |
| 15                                            | 8 oktober 2010                                | Oekraïne – Canada                             | 2 – 2                                         | Vriendschappelijk                             |                                               |
| 16                                            | 11 oktober 2010                               | Brazilië – Oekraïne                           | 2 – 0                                         | Vriendschappelijk                             |                                               |
| 17                                            | 17 november 2010                              | Zwitserland – Oekraïne                        | 2 – 2                                         | Vriendschappelijk                             |                                               |
| 18                                            | 10 augustus 2011                              | Oekraïne – Zweden                             | 0 – 1                                         | Vriendschappelijk                             |                                               |
| 19                                            | 29 februari 2012                              | Israël – Oekraïne                             | 2 – 3                                         | Vriendschappelijk                             |                                               |
| 20                                            | 14 november 2012                              | Bulgarije – Oekraïne                          | 0 – 1                                         | Vriendschappelijk                             |                                               |
| 21                                            | 6 februari 2013                               | Noorwegen – Oekraïne                          | 0 – 2                                         | Vriendschappelijk                             |                                               |
| 22                                            | 14 augustus 2013                              | Oekraïne – Oekraïne                           | 2 – 0                                         | Vriendschappelijk                             |                                               |
| 23                                            | 15 oktober 2013                               | San Marino – Oekraïne                         | 0 – 8                                         | WK 2014 kwalificatie                          | 90'                                           |
| 24                                            | 19 november 2013                              | Frankrijk – Oekraïne                          | 3 – 0                                         | WK 2014 kwalificatie                          |                                               |

## Erelijst
| Vysjtsja Liha      | 2 | 2006/07, 2008/09 |
| Kubok Ukraïny      | 1 | 2006/07          |
| Superkubok Ukraïny | 3 | 2006, 2007, 2009 |